# Acleris delicata
Acleris delicata is een vlinder uit de familie van de bladrollers (Tortricidae). De wetenschappelijke naam van de soort is voor het eerst geldig gepubliceerd in 1980 door Yasuda & Kawabe.